# كلوفيد دالي
كلوفيد لوز دالي كابريرا (مواليد 2000) عارضة أزياء وحاملة لقب ملكة جمال دومينيكانية بعدما توجت بمسابقة ملكة جمال الدومينيكان عام 2019 التي أقيمت في 18 أغسطس 2019 في تياترو ناسيونال في سانتو دومينغو، تفوقت كلوفيد البالغة من العمر 18 عامًا على 26 متسابقة للحصول على الحق في المنافسة في مسابقة ملكة جمال الكون 2019. وستمثل جمهورية الدومينيكان في مسابقة ملكة جمال الكون 2019.

## ملكة جمال جمهورية الدومينيكان 2019
تنافست دالي في مسابقة ملكة جمال الدومينيكان 2019 التي عقدت في 18 أغسطس 2019 في مسرح تياترو ناسيونال في سانتو دومينغو ، ممثلة بونتا كانا، حيث فازت بلقب ملكة جمال الدومينيكان 2019. كما فازت بجائزة خاصة من ملكة جمال التواصل. وقد توجت من قبل صاحب اللقب المنتهية ولايتها ألدي برنارد.

## روابط خارجية
- كلوفيد دالي على إنستغرام

| الجوائز و الإنجازات | الجوائز و الإنجازات                | الجوائز و الإنجازات |
| ------------------- | ---------------------------------- | ------------------- |
| سبقه ألدي برنارد    | ملكة جمال جمهورية الدومينيكان 2019 | تبعه TBD            |